# 张树芳
张树芳（1929年—），字德圃，号润华，云南洱源人，白族，中华人民共和国地方官员。

## 生平
张树芳高中就读于大理喜洲五台中学。1948年参加工作，历任中共洱源县委宣传部干事，中共大理地委宣传部干事、副科长、副部长等职。1963年12月至1966年5月，任大理白族自治州人民政府副州长。“文革”中受到冲击。1971年4月至1975年11月，任大理州文教局革命委员会筹备小组组长。1976年10月至1982年3月，任中共大理州委宣传部副部长，其中1981年3月至1981年9月兼任大理州文化局局长。1979年4月20日，中共大理州委决定推翻“文革”中强加给张树芳的不实之词，为其恢复名誉。1982年2月，任大理师范高等专科学校党委书记。离休后任大理白族自治州白族学会常务理事、大理州延安精神研究会副会长等职。
张树芳是大理白族自治州政协一至六届常委会委员。担任《大理丛书》编委会副主任、《大理丛书·金石篇》主编，参与电影《五朵金花》的素材收集、剧本编写工作。